# Alatac
Алатак (фр. Automobiles Catala) је била белгијска компанија за производњу аутомобила. Аутомобили су продавани под брендом "Алатак", те је тако произвођач био анониман.

## Историја компаније
Компанија је основао Етјен Катала са седиштем у Бриселу и производним погоном у Брен-ле-Конту. Производња аутомобила је почела крајем 1912. године а престала 1914.

## Аутомобили
Компанија је произвела два модела са четвороцилиндричним мотором произвођача Шапи-Дорније. То су били 9/12 CV са мотором запремине 1526 cm³ и 12/16 CV са мотором запремине 2297 cm³. Возила су за основу имала шасију произвођача Мализе & Блин. Мотори су били постављени напред а погон је пренет на задњу осовину и имао је резервни точак.

## Спорт
Етјен Катала је учествовао 1914. године у релију д'Остенде са аутомобилом Алатак.